# Oberlandesgericht Münster
Das Oberlandesgericht Münster war von 1816 bis 1849 ein preußisches Oberlandesgericht mit Sitz in Münster.

## Geschichte
Für die Gerichte im Münsterland in der Franzosenzeit siehe die Gerichtsorganisation der Hanseatischen Departements. Nach den Befreiungskriegen fiel Westfalen an Preußen. Die Gerichte im Königreich Preußen hatten im HRR historisch gewachsene Aufgaben, Zuschnitte und Bezeichnungen. Im Rahmen der Preußischen Reformen versuchte man, eine einheitliche Systematik einzurichten und begann damit bei den Mittelgerichten. Die Verordnung wegen verbesserter Einrichtung der Provinzial-Polizei- u. Finanz-Behörden vom 26. Dezember 1808 bestimmte, dass die unter verschiedenen Bezeichnungen wie Oberamtsregierung oder Hofgericht firmierenden obersten Gerichte jedes Landesteils künftig Ober-Landesgericht heißen sollten.
Nach der Restrukturierung des Staatsterritoriums 1815 sollte jeder Regierungsbezirk zugleich das Departement (= Zuständigkeitsbereich) eines Oberlandesgerichts bilden. Entsprechend war das Oberlandesgericht Münster für den Regierungsbezirk Münster zuständig. Es ersetzte die Oberlandesgerichtskommission Münster.
Dem Oberlandesgericht Münster waren als Eingangsgerichte die Stadt- und Landgerichte Ahaus, Aalen, Bocholt, Borke, Coesfeld, Dorsten, Dülmen, Horstmar, Ibbenbüren, Lüdinghausen, Münster, Oelde, Recklinghausen, Rheine, Steinfurt, Tecklenburg, Vreden, Warendorf und Werne und die Justitiariate der Zoll- und Steuerämter Coesfeld, Münster, Rheine und Telgte. Daneben bestanden Universitätsgerichte und Patrimonialgerichte.
Nach der Justizreform von 1849 wurden die Oberlandesgerichte aufgehoben und durch Appellationsgerichte (hier das Appellationsgericht Münster) ersetzt. 1879 wurden diese erneut durch Oberlandesgerichte, hier das Oberlandesgericht Hamm abgelöst.

## Untergerichte
| Typ                 | Gericht                               | Sitz#                     | Anmerkungen |
| ------------------- | ------------------------------------- | ------------------------- | --- |
| Staatliche Gerichte | Land- und Stadtgericht Ahaus          | Ahaus                     | |
| Staatliche Gerichte | Land- und Stadtgericht Bocholt        | Bocholt                   | |
| Staatliche Gerichte | Land- und Stadtgericht Borken         | Borken                    | |
| Staatliche Gerichte | Land- und Stadtgericht Coesfeld       | Coesfeld                  | |
| Staatliche Gerichte | Land- und Stadtgericht Dorsten        | Dorsten                   | |
| Staatliche Gerichte | Land- und Stadtgericht Dülmen         | Dülmen                    | |
| Staatliche Gerichte | Land- und Stadtgericht Haltern        | Haltern                   | Zum 1. Januar 1833 wurde das Land- und Stadtgericht Haltern aufgehoben und sein Sprengel dem Land- und Stadtgericht Dülmen zugeteilt. In Haltern wurde ab dann Gerichtstage gehalten. |
| Staatliche Gerichte | Land- und Stadtgericht Horstmar       | Horstmar                  | |
| Staatliche Gerichte | Land- und Stadtgericht Recklinghausen | Recklinghausen            | |
| Staatliche Gerichte | Land- und Stadtgericht Stadtlohn      | Stadtlohn, ab 1819 Vreden | Das Gericht wurde 1839 Land- und Stadtgericht Vreden bezeichnet. |
| Staatliche Gerichte | Land- und Stadtgericht Steinfurt      | Steinfurt                 | |
| Staatliche Gerichte | Land- und Stadtgericht Ahlen          | Ahlen                     | |
| Staatliche Gerichte | Land- und Stadtgericht Ibbenbüren     | Ibbenbüren                | |
| Staatliche Gerichte | Land- und Stadtgericht Lüdinghausen   | Lüdinghausen              | |
| Staatliche Gerichte | Land- und Stadtgericht Münster        | Münster                   | |
| Staatliche Gerichte | Land- und Stadtgericht Oelde          | Oelde                     | |
| Staatliche Gerichte | Land- und Stadtgericht Rheine         | Rheine                    | |
| Staatliche Gerichte | Land- und Stadtgericht Tecklenburg    | Tecklenburg               | |
| Staatliche Gerichte | Land- und Stadtgericht Warendorf      | Warendorf                 | |
| Staatliche Gerichte | Land- und Stadtgericht Werne          | Werne                     | |

## Richter

### Chefpräsidenten
- Sethe (1815–1820)
- von Müntz (1820–1824)
- Karl von Bernuth (1824–1841/42, vorher Vizepräsident von 1815–1824)
- Karl August Ferdinand von Scheibler (1841/42–1849)

### Vizepräsidenten
- Karl von Bernuth (1815–1824)
- Scheffer gnt. Boichorst (1820–1838)
- Lent (1838/1839)
- von Strampff (zw. 1839 u. 1842)
- von Olfers (1843–1849)

### Ober-Landesgerichtsräte und Beisitzer (Assessoren)
- Meyer GehJR, vorm. Regierungsrat (1815–1831)
- von Hartmann GehJR, vorm. Regierungsass. zu Paderborn (1815 bis 1849)
- Schelver, bisher Tribunalsrichter (1815–1824/29)
- Scheffer gen. Boichorst, bisher Tribunalspräs. (1815–1820, s. 1820 Vizepräs.)
- Callenberg, Herm. GehJR, vorm. Regierungsrat (1815–1841/42)
- Metting -Mettingh-, bisher Präs. des Kriminalhofes zu Heiligenstadt, vorm. Regierungsrat zu Erfurt (1815–1835)
- Schlüter GehJR, bisher Substitut des General-Procureurs zu Düsseldorf (1815–1840)
- Guilleaume, bisher Appellationsrat zu Düsseldorf (1815–?)
- von Gruben, bisher Staatsanwalt bei dem Tribunal zu Paderborn (1815/17, 1832/33–1838)
- Langen, bisher Tribunalsrichter zu Paderborn (1815/17)
- Möller, bisher Präs. des Tribunals zu Nordhausen, vorm. Regierungsrat zu Paderborn (1815/17)
- von Porbeck, bisher Präsident des Tribunals zu Höxter (1815/17)
- Honthum, bisher Tribunalsrichter (1815/17)
- Josef Ludorff, vorm. Regierungsrat (1818–1836/37)
- Retenbacher (1818–1824/29)
- von Borries, bisher Substitut des Staatsanwalts bei dem Tribunal zu Hagen (1815/17–1822/23)
- Möllenhoff GehJR (1818–1849)
- Wewer (1815/17–1822/23)
- Zumbrock (1815/17–1824/29)
- Regenherz (?–1820)
- von Puttlitz (1820–1822/23)
- Jacobi (1820–1824/29)
- Clavin (1824/29–1832/33)
- Michaelis GehJR (1824/29–1849)
- von Olfers GehJR (1818–1843, s. 1843 Vizepräs.)
- von und zur Mühlen GehJR (1822/23–1846)
- Dr. Neigebauer (1822/23–1830)
- Fehr (1822/23–?)
- von Kitzing (1824/29–1849)
- von Forckenbeck (1824/29–1839/40)
- Sander (1824/29–1835)
- Anton Karl Welter (1824/29–1846/47)
- Friedrich von Detten (1824/29–1849)
- Freusberg JR (1824/29–1849)
- Wintersbach (1824/29–1831)
- Schepers (1831–1839/40)
- Honthumb (1831/1832)
- Brockmann (1832–1846/47)
- Sethe (1832/33–1834)
- A. Freiherr von Bernuth (1834–1835)
- Fuisting, Edm. (1835/1837)
- Brüning (1836–1838)
- von Viebahn GehJR (1836/37–1849)
- Graf von Hoverden-Plencken (1838–1845)
- Boner (1838/1840)
- Gruwe (1838/1840)
- Schnitger (1839/40–1846/47)
- von Druffel (1839/40–1849)
- Geisberg (1839–1841)
- Brockhausen (1839–1841)
- Ernesti (1839–1842)
- Braunstein (1839–1842)
- Obergethmann (1839–1842)
- Flensberg (1839/40–1849)
- Springmühl (1839–1842)
- von Detten (1839–1841)
- Richters (1839–1841)
- von Stockhausen (1841/42–1845)
- Hillers (1841/42–1843)
- Wiedemhoever (1841–1843)
- Winkelmann (1841–1843)
- Meyer (1841–1843)
- von Untzer (1843–1849)
- Fischer (1843–1844)
- Offenberg I (1843–1845)
- Fisch (1843–1844)
- Offenberg II (1843–1845)
- Schepers (1843/1844)
- Gruwe (1843–1845)
- Devens (1843/1844, 1846/7–1849)
- Ziegler I (1844/1845)
- Pape (1844–1849)
- von Ascheberg (1844–1846/47)
- von Briesen (1843/1845)
- Ziegler II (1843–1846/47)
- Röer (1843/1845)
- Meyer (1843/1845)
- von Korff (1843–1846/47)
- Joseph Tüshaus (1843–1849)
- Aulike (zw. 1845 u. 1847)
- Schulz (1843–1846/47)
- Wagener (1843–1846/47)
- Hering (1843–1846/47)
- Würmeling I (1843–1846/47)
- Hellweg I JR (1846/47–1849)
- Petri (1846/47–1849)
- Goesen (1846/47–1849)
- Hellweg II (1846/47–1849)
- Stahlknecht (zw. 1846 u. 1849)[6]